# ビル・ピンカード
ウィリアム・ペイトン・ピンカード（William Payton Pinckard、1931年1月28日 - 2018年9月19日）は、アメリカ合衆国モンタナ州出身の元プロ野球選手（外野手）。

## 経歴
ロサンゼルス高校を経て、1947年から1952年まで米マイナーリーグでプレー。1950年代前半の朝鮮戦争の時期に米陸軍に勤務したとされる。
1955年ウェストテキサス-ニューメキシコリーグのエルパソテキサスでプレーしていたが、同年8月末に来日して近鉄パールスに入団。日下隆に替わって四番に入ると、43試合の出場で打率.231ながらチームトップの7本塁打を放つ。翌1956年も前半戦は四番を打つが、1割台の低打率に苦しむ。シーズンではチーム全体の約1/3にあたる16本塁打を打ち、安打の半分以上が長打という長打力を見せるも、打率.187という確実性のなさで信頼を失い、後半は七番など下位打線を打つことが多かった。結局この年限りで退団してアメリカへ帰国した。
その後も1960年まで米マイナリーグでプレーした。
2018年9月19日にカリフォルニア州シトラスハイツで死去した。満89歳没

## 詳細情報

### 年度別打撃成績
| 年 度    | 球 団    | 試 合 | 打 席 | 打 数 | 得 点 | 安 打 | 二 塁 打 | 三 塁 打 | 本 塁 打 | 塁 打 | 打 点 | 盗 塁 | 盗 塁 死 | 犠 打 | 犠 飛 | 四 球 | 敬 遠 | 死 球 | 三 振 | 併 殺 打 | 打 率 | 出 塁 率 | 長 打 率 | O P S |
| -------- | -------- | ----- | ----- | ----- | ----- | ----- | -------- | -------- | -------- | ----- | ----- | ----- | -------- | ----- | ----- | ----- | ----- | ----- | ----- | -------- | ----- | -------- | -------- | ----- |
| 1955     | 近鉄     | 43    | 140   | 130   | 12    | 30    | 7        | 0        | 7        | 58    | 18    | 4     | 2        | 0     | 2     | 8     | 1     | 0     | 36    | 2        | .231  | .275     | .446     | .722  |
| 1956     | 近鉄     | 94    | 311   | 294   | 28    | 55    | 12       | 2        | 16       | 119   | 43    | 11    | 3        | 0     | 3     | 13    | 5     | 1     | 71    | 10       | .187  | .224     | .405     | .629  |
| NPB：2年 | NPB：2年 | 137   | 451   | 424   | 40    | 85    | 19       | 2        | 23       | 177   | 61    | 15    | 5        | 0     | 5     | 21    | 6     | 1     | 107   | 12       | .200  | .237     | .417     | .655  |

- 各年度の太字はリーグ最高
- 「-」は記録なし

### 背番号
- 66 （1953年）
- 4 （1954年）